# حمل بار از راه هوا
از هواپیما برای ورود کالاهایی که معمولاً دارای حجم کم و سرعت در وصول کال مطرح است استفاده می‌شود زیرا هر چند که محصولات وارده از طریق هوا هزینه بسته‌بندی و بیمه کمتری را به خود اختصاص می‌دهند ولی کرایه حمل بار محدودیت استفاده از این طریق را به وجود آورده‌است به خصوص آنکه معمولاً کالاهای مشخصی برای حمل و نقل هوایی پذیرفته می‌شود. از طرف دیگر رعایت ضوابط پیش‌بینی شده در قرارداد بین‌المللی هواپیمایی کشوری برای دول عضو لازم‌الاجرا می‌باشد که مواردی از قرارداد مورد بحث در ارتباط با ورود کالا وسایل گمرکی ذیلاً درج می‌گردد.